# Brooklyn Nets 2015-2016
La stagione 2015-16 dei Brooklyn Nets fu la 40ª nella NBA per la franchigia.
I Brooklyn Nets arrivarono quarti nella Atlantic Division della Eastern Conference con un record di 21-61, non qualificandosi per i play-off.

## Roster
| N° | Naz.                   | Ruolo | Sportivo                | Anno | Alt. | Peso |
| -- | ---------------------- | ----- | ----------------------- | ---- | ---- | ---- |
| 0  | Stati Uniti (bandiera) | G     | Shane Larkin            | 1992 | 180  | 79   |
| 1  | Stati Uniti (bandiera) | A     | Chris McCullough        | 1995 | 211  | 91   |
| 2  | Stati Uniti (bandiera) | G     | Jarrett Jack            | 1983 | 191  | 92   |
| 6  | Stati Uniti (bandiera) | G     | Sean Kilpatrick         | 1990 | 193  | 95   |
| 7  | Stati Uniti (bandiera) | GA    | Joe Johnson             | 1981 | 201  | 109  |
| 9  | Italia (bandiera)      | AC    | Andrea Bargnani         | 1985 | 213  | 111  |
| 10 | Russia (bandiera)      | G     | Sergej Karasëv          | 1993 | 201  | 92   |
| 11 | Stati Uniti (bandiera) | C     | Brook Lopez             | 1988 | 213  | 118  |
| 14 | Stati Uniti (bandiera) | C     | Henry Sims              | 1990 | 208  | 112  |
| 15 | Stati Uniti (bandiera) | A     | Donald Sloan            | 1988 | 191  | 93   |
| 21 | Stati Uniti (bandiera) | G     | Wayne Ellington         | 1987 | 193  | 91   |
| 22 | Stati Uniti (bandiera) | G     | Markel Brown            | 1992 | 191  | 86   |
| 24 | Stati Uniti (bandiera) | A     | Rondae Hollis-Jefferson | 1995 | 201  | 100  |
| 30 | Stati Uniti (bandiera) | A     | Thaddeus Young          | 1988 | 203  | 100  |
| 33 | Stati Uniti (bandiera) | A     | Willie Reed             | 1990 | 208  | 100  |
| 41 | Stati Uniti (bandiera) | A     | Thomas Robinson         | 1991 | 208  | 108  |
| 44 | Croazia (bandiera)     | A     | Bojan Bogdanović        | 1989 | 201  | 98   |

## Staff tecnico
- Allenatori: Lionel Hollins (10-27) (fino al 10 gennaio)[1], Tony Brown (11-34)
- Vice-allenatori: Paul Westphal, Tony Brown (fino al 10 gennaio), Joe Wolf, Jay Humphries, Steve Jones
- Vice-allenatore/Scout: Jim Sann
- Preparatore atletico: Tim Walsh